# Busang Kebinatshipi
Busang Collen Kebinatshipi (13 febbraio 2004) è un velocista botswano, vincitore di una medaglia d'oro ai World Athletics Relays nel 2024 e di un argento alle Olimpiadi di Parigi dello stesso anno nella staffetta 4x400 metri.

## Record nazionali
Seniores
- Staffetta 4x400 m mista: 3'13"99 ( Accra, 19 marzo 2024) (Busang Kebinatshipi, Lydia Jele, Bayapo Ndori, Obakeng Kamberuka)

## Progressione

### 200 metri piani
| Stagione | Misura | Luogo       | Data      | Rank. Mond. |
| -------- | ------ | ----------- | --------- | ----------- |
| 2024     | 20"50  | Gaborone    | 17-2-2024 |             |
| 2023     | 20"48  | Gaborone    | 28-5-2023 |             |
| 2022     | 20"84  | Francistown | 14-5-2022 |             |
| 2021     | 21"83  | Gaborone    | 20-2-2021 |             |
| 2020     | 22"65  | Gaborone    | 14-3-2020 |             |

### 400 metri piani
| Stagione | Misura | Luogo    | Data       | Rank. Mond. |
| -------- | ------ | -------- | ---------- | ----------- |
| 2024     | 45"20  | Pretoria | 24-2-2024  |             |
| 2023     | 44"80  | Budapest | 20-8-2023  |             |
| 2022     | 45"40  | Gaborone | 30-4-2022  |             |
| 2021     | 47"21  | Maseru   | 10-12-2021 |             |

## Palmarès
| Anno | Manifestazione          | Sede         | Evento        | Risultato  | Prestazione | Note            |
| ---- | ----------------------- | ------------ | ------------- | ---------- | ----------- | --------------- |
| 2021 | Mondiali U20            | Nairobi      | 4x400 m       | Oro        | 3'05"22     |                 |
| 2022 | Campionati africani     | Saint-Pierre | 4x400 m       | Oro        | 3'04"27     |                 |
| 2022 | Campionati africani     | Saint-Pierre | 4x400 m mista | Oro        | 3'21"85     |                 |
| 2022 | Mondiali U20            | Cali         | 400 m piani   | Finale     | dq          |                 |
| 2022 | Mondiali U20            | Cali         | 4x400 m       | Batteria   | 3'09"19     |                 |
| 2023 | Campionati africani U20 | Ndola        | 400 m piani   | Oro        | 44"91       |                 |
| 2023 | Campionati africani U20 | Ndola        | 4x400 m       | Oro        | 3'08"14     |                 |
| 2023 | Mondiali                | Budapest     | 400 m piani   | Semifinale | 46"34       | [ 1 ]           |
| 2024 | Giochi panafricani      | Accra        | 4x400 m       | Argento    | 2'59"32     | [ 2 ]           |
| 2024 | Giochi panafricani      | Accra        | 4x400 m mista | Argento    | 3'13"99     | [ 3 ]           |
| 2024 | World Relays            | Nassau       | 4x400 m       | Oro        | 2'59"11     | [ 4 ]           |
| 2024 | World Relays            | Nassau       | 4x400 m mista | Batteria   | 3'18"48     | [ 5 ]           |
| 2024 | Giochi olimpici         | Parigi       | 400 m piani   | Semifinale | 44"43       |                 |
| 2024 | Giochi olimpici         | Parigi       | 4×400 m       | Argento    | 2'54"53     | Record africano |